# فیلیپو پالازینو
فیلیپو پالازینو (انگلیسی: Filippo Palazzino؛ زادهٔ ۳۰ سپتامبر ۲۰۰۳) بازیکن فوتبال است.